# Prise de Vieux-Brisach (1704)
Guerre de succession d'Espagne
Batailles
Campagnes de Flandre et du Rhin
- Landau (1702)
- Friedlingen (1702)
- Kehl (1703)
- Ekeren (1703)
- Höchstädt (1703)
- Spire (1703)
- Schellenberg (Donauworth) (1704)
- Blenheim (1704)
- Landau (1704)
- Vieux-Brisach (1704)
- Eliksem (1705)
- Ramillies (1706)
- Stollhofen (1707)
- Cap Béveziers (1707)
- Cap Lizard (1707)
- Audenarde (1708)
- Wynendaele (1708)
- Lille (1708)
- Gand (1708)
- Malplaquet (1709)
- Douai (1710)
- Bouchain (1711)
- Denain (1712)
- Bouchain (1712)
- Douai (1712)
- Landau (1713)
- Fribourg (1713)

Campagnes d'Italie
- Carpi (1701)
- Chiari (1701)
- Crémone (1702)
- Luzzara (1702)
- Verceil (1704)
- Cassano (1705)
- Nice (1705-1706)
- Calcinato (1706)
- Turin (1706)
- Castiglione (1706)
- Toulon (1707)
- Gaeta (1707)
- Cesana (1708)
- Syracuse (1710)

Campagnes d'Espagne et de Portugal
- Cadix (1702)
- Vigo (navale 1702)
- Cap de la Roque (1703)
- Gibraltar (août 1704)
- Ceuta (1704) (es)
- Málaga (1704)
- Gibraltar (1704-1705)
- Marbella (1705)
- Montjuïc (1705)
- Barcelone (1705)
- Badajoz (1705)
- Barcelone (1706)
- Murcie (1706) (es)
- El Albujón (1706) (es)
- Santa Cruz de Ténérife (1706) (en)
- Almansa (1707)
- Xàtiva (1707)
- Ciudad Rodrigo (1707) (en)
- Lérida (1707)
- Tortosa (1708)
- Minorque (1708)
- Gudiña (1709)
- Almenar (1710)
- Saragosse (1710)
- Brihuega (1710)
- Villaviciosa (1710)
- Barcelone (1713-1714)

Campagnes de Hongrie
- Saint-Gotthard (1703) (en)
- Biskupice (1704) (en)
- Smolenice (1704) (en)
- Koroncó (1704) (en)
- Zsibó (1705) (en)
- Saint-Gotthard (1705) (en)
- Trenčín (1708) (en)

Antilles et Amérique du sud
- Santa Marta (1702)
- Guadeloupe (1703)
- Nassau (1703)
- Colonia del Sacramento (1704)
- Carthagène (1708)
- Rio (1710)
- Carthagène (1711)
- Rio (1711)
- Cassard (1712)

En 1704, durant la guerre de succession d'Espagne, les troupes impériales tentèrent de prendre Vieux-Brisach par la ruse.

## Préambule
Après avoir pris Traerbach et Weissembourg, les troupes impériales sous les ordres d'Eugène de Savoie-Carignan et du duc de Malborough mettent le siège de Landau le 6 novembre qui se rendit le 25. Durant ce siège les deux chefs décidèrent d'espionner les places fortes bordant le Rhin. 
Vieux Brisach avait été assiégée avec succès l'année précédente par les troupes françaises. En 1704, 1 200 ouvriers Français travaillaient à augmenter les fortifications du Vieux-Brisach, ce qui empêchait une surveillance exacte de ceux qui entraient ou qui en sortaient. 
Le valet de chambre du gouverneur de Fribourg, fut envoyé comme espion après avoir reçu du commandant de Vieux-Brisach un passeport pour acheter du vin et du ratafia.

## Le stratagème des Impériaux
Une partie des officiers et soldats déguisés en paysans devaient entrer dans la ville, pendant qu'une autre partie étaient chargée d'égorger la Garde et de se rendre maitre de la porte neuve et de la demi-lune et qu'un corps de cavalerie était chargé de s'emparer des canons. Dans le même temps, des bateaux chargés de soldats devaient assaillir la porte donnant vers Neuf-Brisach.

## L'attaque de la ville
Le jour où la garnison Française de Vieux-Brisach recevait un chargement de foin, le gouverneur de Fribourg, monsieur de Wincklaufen, fit marcher 50 chariots couverts de foin, dans lesquels étaient cachés des hommes et des armes. 

200 officiers ou soldats déguisés en paysans se présentent à la porte neuve au petit matin dans un épais brouillard. Plusieurs passent ainsi que quelques chariots et les autres se pressent en foule sur leurs traces. La sentinelle, afin d’arrêter le flot ferme la barrière. Un Allemand assomme le soldat d'un coup de hache, mais Monsieur Bierne, un inspecteur des travaux Irlandais au service de la France, conçoit quelques soupçons en voyant des visages qu'il ne connait pas. Il interroge alors l'un des prétendus paysans, lieutenant-colonel du régiment de Bareuth, lui demandant qui ils étaient, d’où ils venaient. Celui-ci déconcerté par des questions auxquelles il ne s'attend pas ne peut y satisfaire. Il prend alors sur le dos plusieurs coups de canne. N'étant pas habitué à recevoir un tel traitement, oubliant l'habit qu'il porte, il court dans un chariot prendre un fusil, ainsi que plusieurs autres soldats, et tire sur l'inspecteur qui se jette dans le fossé. 

L'alarme est donnée, la garnison et Monsieur de Raousset, commandant de la place forte, accourent, tuent les chevaux du chariot qui était sur le pont pour empêcher le passage et ferment les portes de la ville. Les Allemands, alors obligés de défiler un à un, sont tués. Pas un seul des assaillants entrés dans la ville ne put se sauver. Ceux qui occupaient la demi-lune furent repoussés avec de grosses pertes et les bateaux furent coulés par les Allemands eux-mêmes.

## Bilan
Le gouverneur Fribourg, monsieur de Wincklaufen, qui suivait avec ses chariots et 2 000 hommes voyant l’insuccès de son stratagème rentra dans sa ville. La place est sauvée et les Impériaux perdirent 200 hommes dans l'affaire.